# Campionato oceaniano maschile di pallacanestro 2001
Il 16º campionato oceaniano maschile di pallacanestro FIBA (noto anche come FIBA Oceania Championship 2001) si è svolto dal 21 settembre al 21 settembre 2001 in Nuova Zelanda.
I campionati oceaniani maschili di pallacanestro sono una manifestazione biennale tra le squadre nazionali del continente, organizzata dalla FIBA Oceania. Storicamente questo torneo è disputato dalle sole nazionali dell'Australia e della Nuova Zelanda.

## Squadre partecipanti
- Australia
- Nuova Zelanda

## Gare
| Data         | Squadra       | Punteggio   | Squadra       | Serie               |
| 21 settembre | Nuova Zelanda | 85 - 78     | Australia     | 1 - 0 Nuova Zelanda |
| 22 settembre | Australia     | 81 - 79 dts | Nuova Zelanda | 1 - 1               |
| 23 settembre | Australia     | 78 - 89     | Nuova Zelanda | 1 - 2 Nuova Zelanda |

## Campione
Nuova Zelanda
(2º titolo)